# Геракарци
Герака̀рци или Герка̀рци (на гръцки: Γερακώνας, Гераконас, катаревуса: Γερακών, Геракон, до 1926 година Γερακάρτσι), на турски Доганджи, е село в Егейска Македония, Гърция, част от дем Пеония, област Централна Македония.

## География
Селото е разположено на 260 m надморска височина, на 9 km южно от демовия център Гумендже (Гумениса) в югоизточното подножие на планината Паяк (Пайко).

## История

### В Османската империя
В XIX век Геракарци е чисто българско село в Ениджевардарска каза на Османската империя. Църквата „Свети Архангели“ е от първата половина на XIX век.
В 1848 година руският славист Виктор Григорович описва в „Очерк путешествия по Европейской Турции“ Геракарци като българско село. Според статистиката на Васил Кънчов („Македония. Етнография и статистика“) в 1900 година в Геракарци (Доганджи) живеят 290 българи християни. В началото на XX век Геракарци е чифлигарско село на албанския бей Малик ефенди.
През 1874 година селският поп Христо Шимов (Шишов) преминава с енорията си (селата Геракарци, Петгъс, Рамна и други) към Българската екзархия. Начело на църквата го наследява синът му Георги Шимов, който действа като екзархистки поп до 1912 година, когато българската църква е затворена от гръцките власти.
Селото признава върховенството на Българската екзархия. През май 1880 година са арестувани мухтарите на няколко енидженски села и от тях е изискано поръчителство, че са благонадеждни, което би могъл да даде само гръцкия митрополит. Така митрополит Йеротей Воденски успява да откаже от Екзархията селата Крива, Баровица, Църна река, Тушилово, Петрово, Бозец, Постол, Геракарци и Кониково.
На австро-унгарската военна карта селото е отбелязано като Доганджи (Гиркарци) (Dogandži (Girikarci), на картата на Йоргос Кондоянис е отбелязано като Геракарци (Γερακάρτσι), християнско село. Според Николаос Схинас („Οδοιπορικαί σημειώσεις Μακεδονίας, Ηπείρου, Νέας οροθετικής γραμμής και Θεσσαλίας“) в средата на 80-те години на XIX век Геракарци (Γερακάρτσι) е село с 40 християнски семейства.
Все пак по-голямата част от населението на Геракарци остава под върховенството на Екзархията. По данни на секретаря на Екзархията Димитър Мишев („La Macédoine et sa Population Chrétienne“) в 1905 година Гиракарци Дуганджа (Guirakartzi Dougandja) има 304 българи екзархисти и 40 българи патриаршисти гъркомани, като в селото функционира българско училище.
Кукушкият околийски училищен инспектор Никола Хърлев пише през 1909 година:
| „ | Гиракарци, 18 /III, 2 ч. от Грубевци. 38 български екзархийски къщи, чифлик. Поминъкът е земеделие, бубарство и лозарство. Преди 7 години селянете влезли в условие да откупят чифлика и авансирали 800 лири, но стопанинът, евреин, ги измамил и толкова пари отишли на вятър. От Патриаршията се отказали преди 14 години. Черквата отворена, няма никакви имоти. Училището (вакъф) е двуетажно, с ниска изба и две стаи. | “ |

По данни на Екзархията в 1910 година Геракорци има 49 семейства, 257 жители българи (207 чифлигари) и една черква.
В 1910 година Халкиопулос пише, че в селото (Γερακάρτση) има 209 екзархисти.

### В Гърция
По време на Балканската война в селото влизат гръцки части, а след Междусъюзническата Геракарци попада в Гърция. В 1912 година е регистрирано като селище с християнска религия и „македонски“ език. Преброяването в 1913 година показва Геракарци или Дугандзи (Γερακάρτσι ή Δουγαντζή) като село със 155 мъже и 101 жени.
Боривое Милоевич пише в 1921 година („Южна Македония“), че Джерекарце (Ђерекарце) има 80 къщи славяни християни.
От 49 български семейства към 1912 година до 1928 година в България се изселват 45 семейства или 215 души. и в селото остават 4 български семейства. Ликвидирани са 39 имота на жители, преселили се в България. Част от жителите му се заселват в Гумендже и в селото остават само 2 български семейства. В 20-те години в селото са заселени гърци бежанци, включително от малоазийското елинизирано българско село Къздервент. В 1928 година в селото е смесено местно-бежанско с 55 бежански семейства и 192 жители бежанци.
В 1926 година името на селото е променено на Гераконас. Според статистиката на НОФ в 1947 година в селото има само 10 славяноговорещи.
Селото произвежда предимно пшеница и тютюн.
| Година    | 1913 | 1920 | 1928 | 1940 | 1951 | 1961 | 1971 | 1981 | 1991 | 2001 | 2011 | 2021 |
| --------- | ---- | ---- | ---- | ---- | ---- | ---- | ---- | ---- | ---- | ---- | ---- | ---- |
| Население | 266  | 244  | 149  | 476  | 407  | 463  | 393  | 387  | 309  | 274  | 234  | 176  |

## Личности
Родени в Геракарци
- Васил Шимов (Попхристов), кмет (мухтар) на Геракарци и член на ВМОРО[23]
- Гоно Д. Чифильонов (? - 1942), български революционер от ВМОРО, куриер, починал в Несебър[24]
- Кръстю Русев (1913 - 1995), български политик
- Мино Шантев, четник на ВМОРО, откраднал пушка от къщата на бега и станал нелегален четник в района на Ениджевардарското езеро[25]
- Петър Попхристов (1885 - 1962), български революционер от ВМОРО
- Тома Христов (1885 – 1962), български политик, кмет на Месемврия

Свързани с Геракарци
- Продан Христов (1888 – ?), български революционер от ВМОРО, дете на преселници от Геракарци